# Bologoje
Bologoje (russisch Бологое) ist eine Stadt in der Oblast Twer (Russland) mit 23.494 Einwohnern (Stand 14. Oktober 2010).

## Geografie

### Geografische Lage
Die Stadt liegt am Nordrand der Waldaihöhen etwa 160 Kilometer nordwestlich der Oblasthauptstadt Twer am Bologoje-See im Flusssystem des Wolchow.
Bologoje ist der Oblast administrativ direkt unterstellt und zugleich Verwaltungszentrum des gleichnamigen Rajons.

### Bevölkerung
| Jahr | Einwohner |
| ---- | --------- |
| 1897 | 10.000    |
| 1939 | 17.320    |
| 1959 | 30.301    |
| 1970 | 33.949    |
| 1979 | 31.293    |
| 1989 | 35.926    |
| 2002 | 26.612    |
| 2010 | 23.494    |

Anmerkung: Volkszählungsdaten (1897 gerundet)

## Geschichte
Ein gleichnamiges Dorf wurde erstmals 1495 urkundlich erwähnt, gehörend zum Nowgoroder Land (der ehemaligen Republik Nowgorod) des Großfürstentums Moskau.
Im Zusammenhang mit dem Bau der Nikolaibahn um 1850 entstanden der Bahnhof, ein großes Eisenbahnbetriebswerk und die Eisenbahnersiedlung Bologoje. Schon im 19. Jahrhundert entwickelte sich Bologoje zu einem bedeutenden Eisenbahnknoten.
1926 wurde das Stadtrecht verliehen.
Am 6. August 1988 ereignete sich ein schwerer Eisenbahnunfall in der Nähe der Stadt: Am Vortag des Unfalls hatten Ultraschallmessungen am Gleis einen Schaden aufgedeckt. In der Folge wurde die dort zu fahrende Höchstgeschwindigkeit von 140 km/h auf 60 km/h herabgesetzt. Das aber war dem Lokomotivführer des Aurora-Express von Leningrad nach Moskau nicht mitgeteilt worden. Der Zug entgleiste und geriet in Brand. Aufgrund des unwegsamen Geländes konnte die Feuerwehr die Unfallstelle nicht erreichen. Ein deshalb zum Einsatz kommender Lösch- und Rettungszug führte nicht ausreichend Wasser mit, um den Brand im ersten Anlauf ersticken zu können. 28 Menschen starben, mehr als 160 wurden darüber hinaus verletzt.

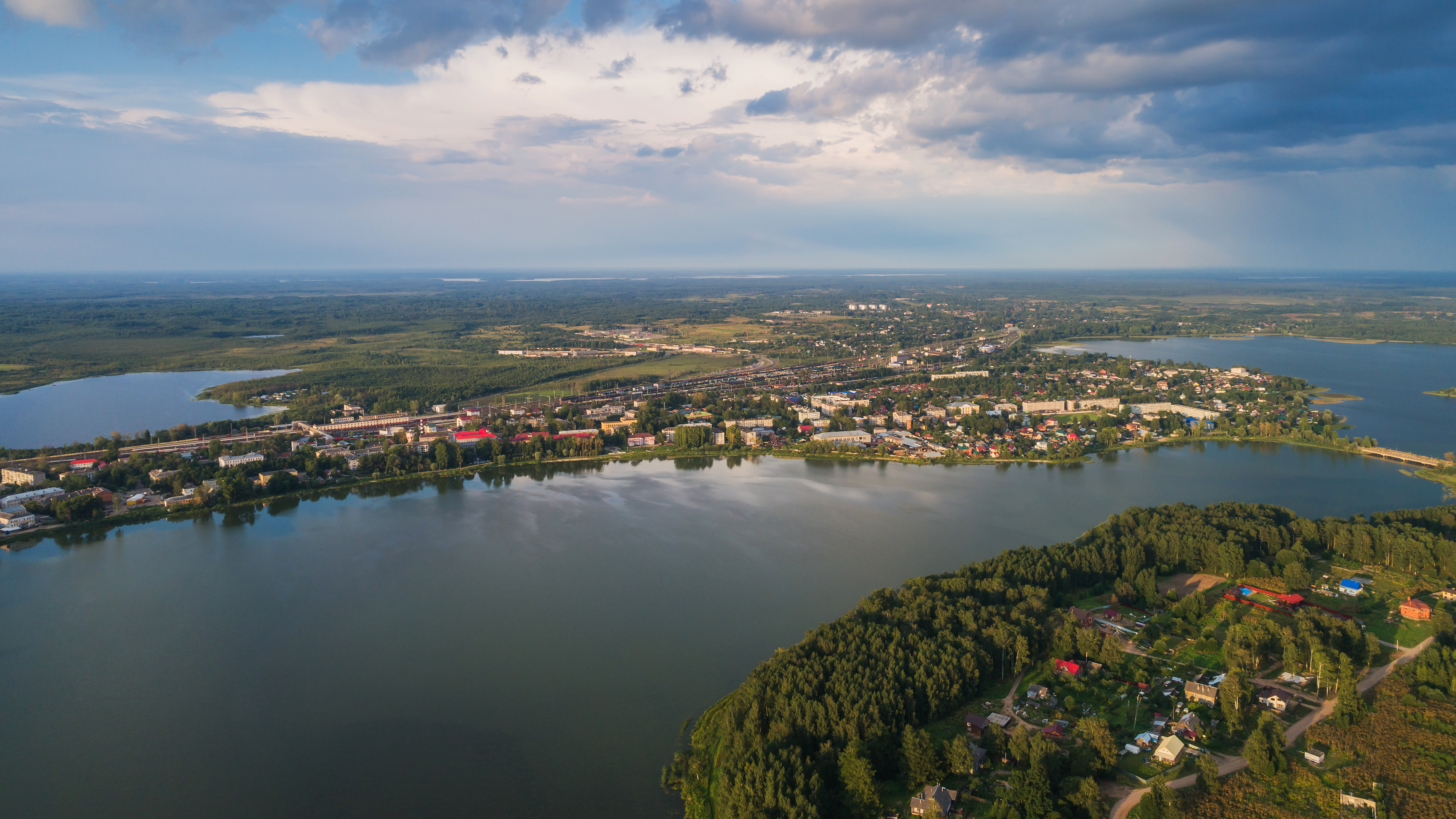
Luftbild der Stadt
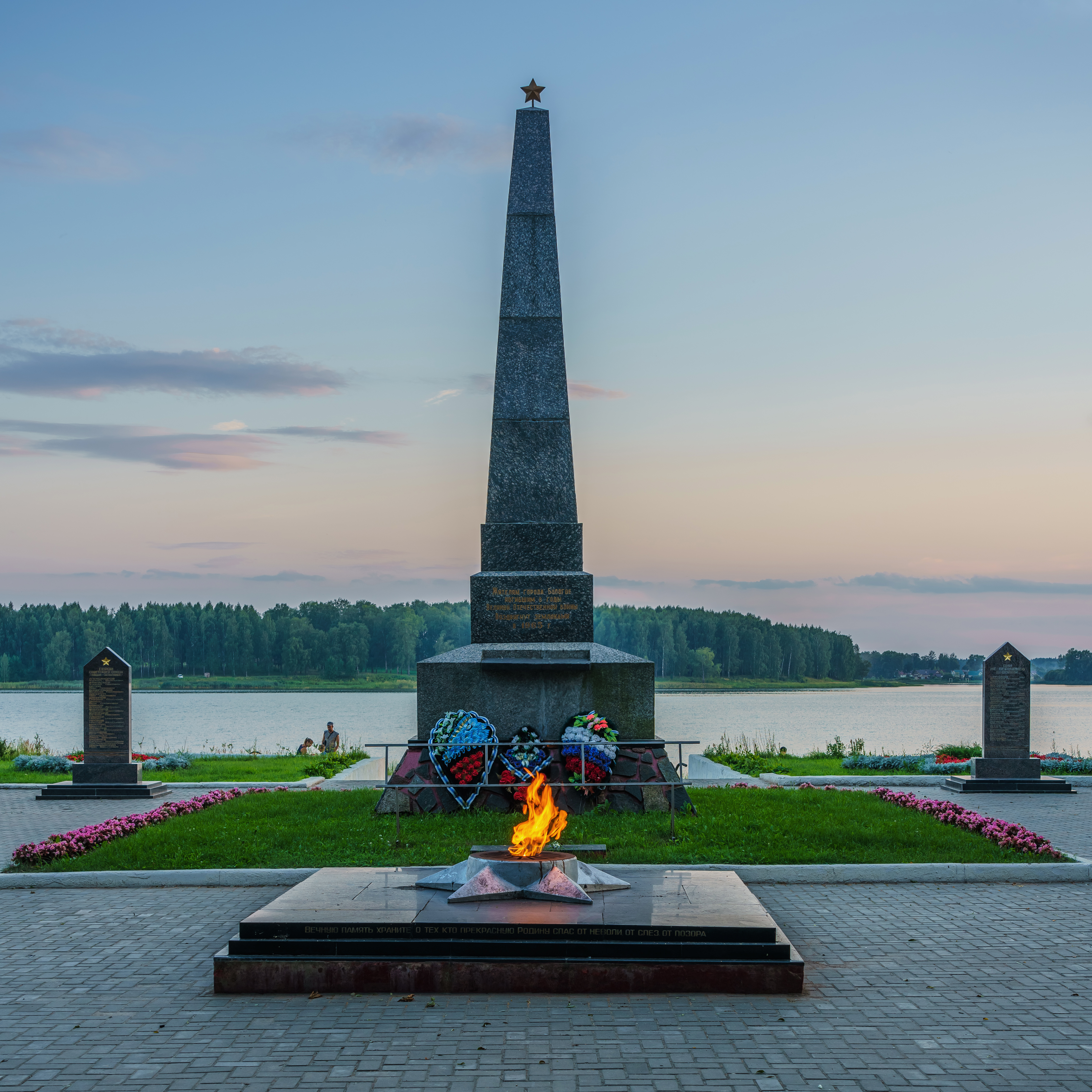
Kriegsdenkmal in Bologoje
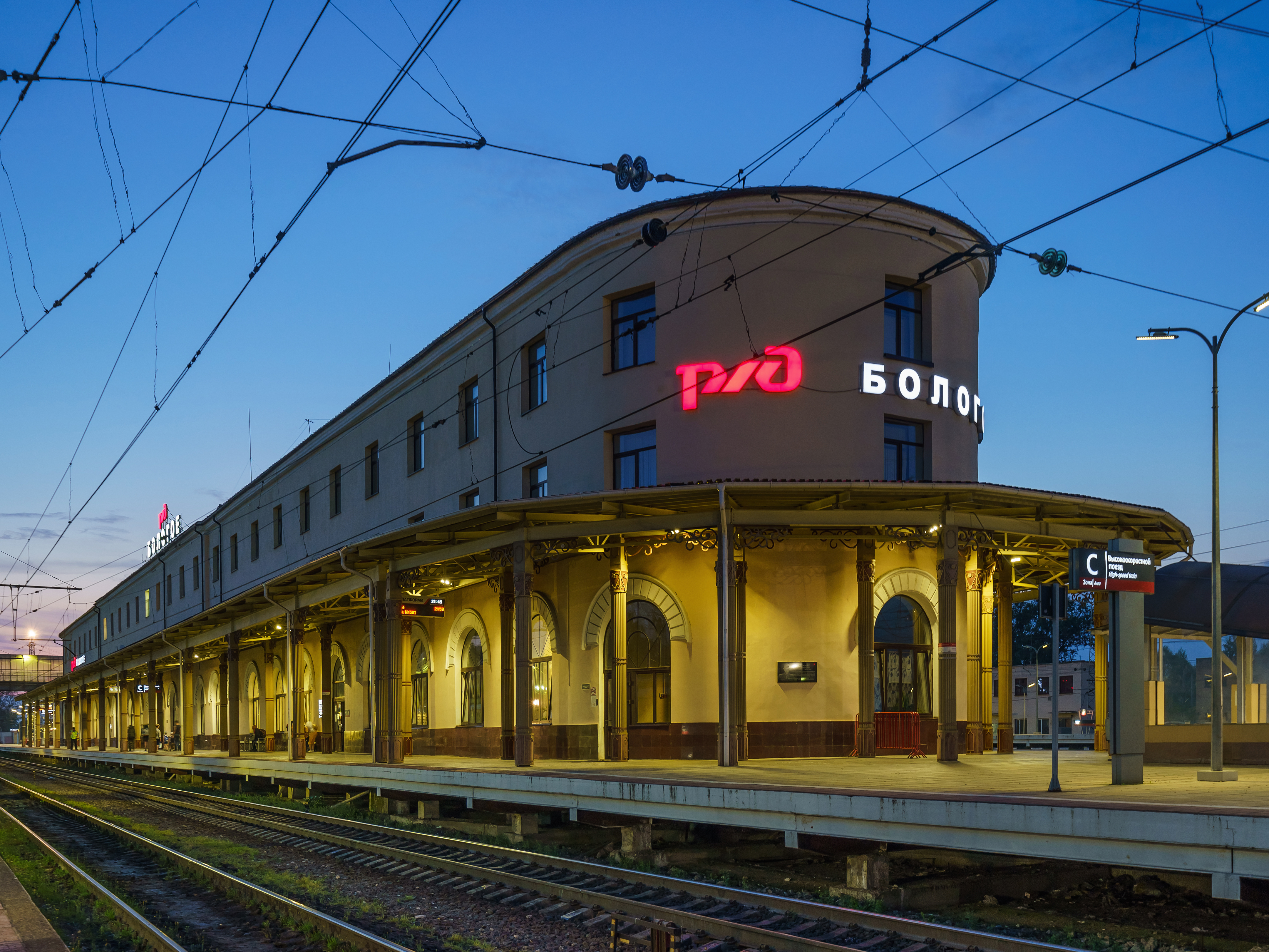
Hauptbahnhof von Bologoje
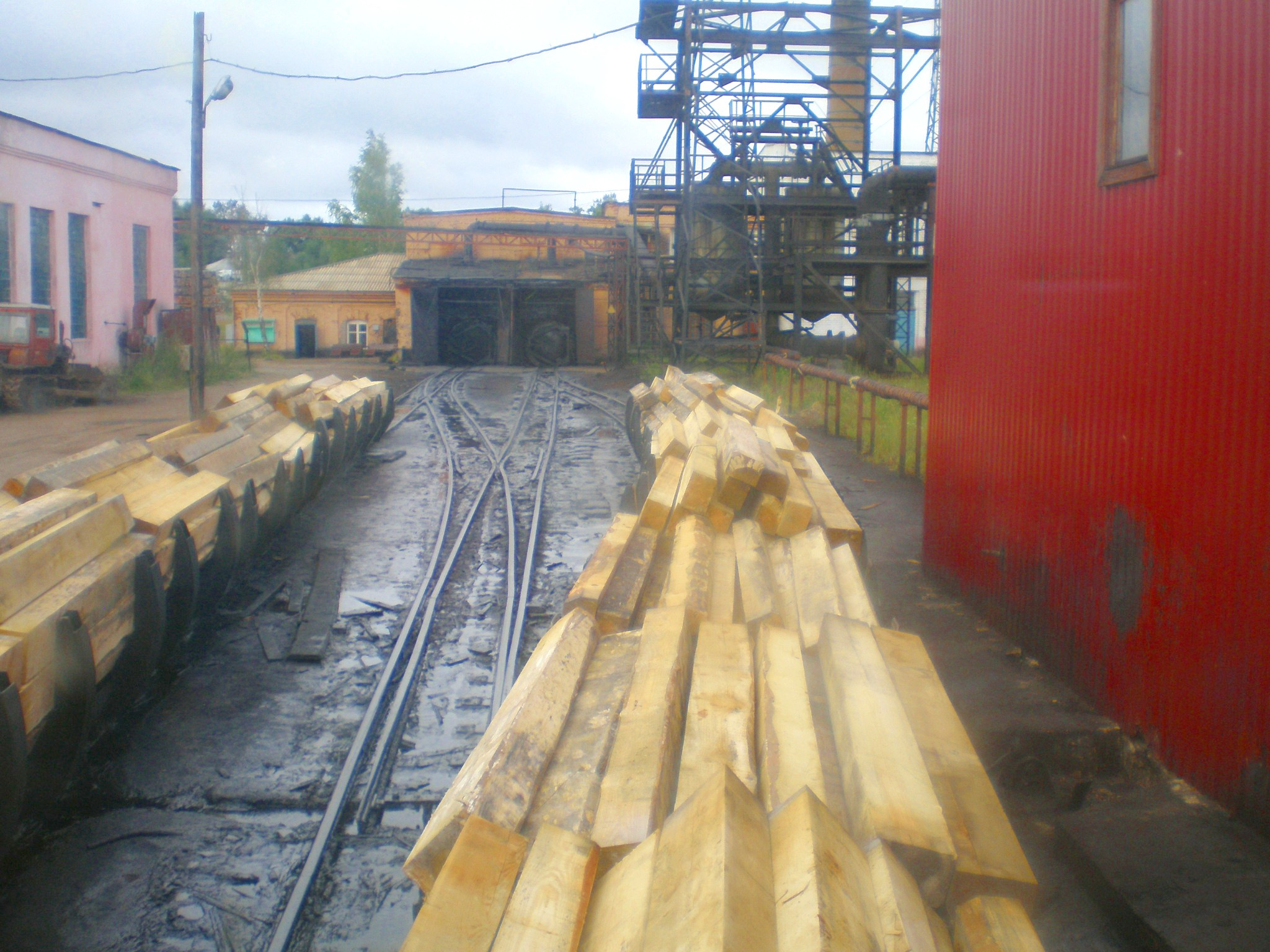
Schmalspurbahn der Eisenbahnschwellenfabrik
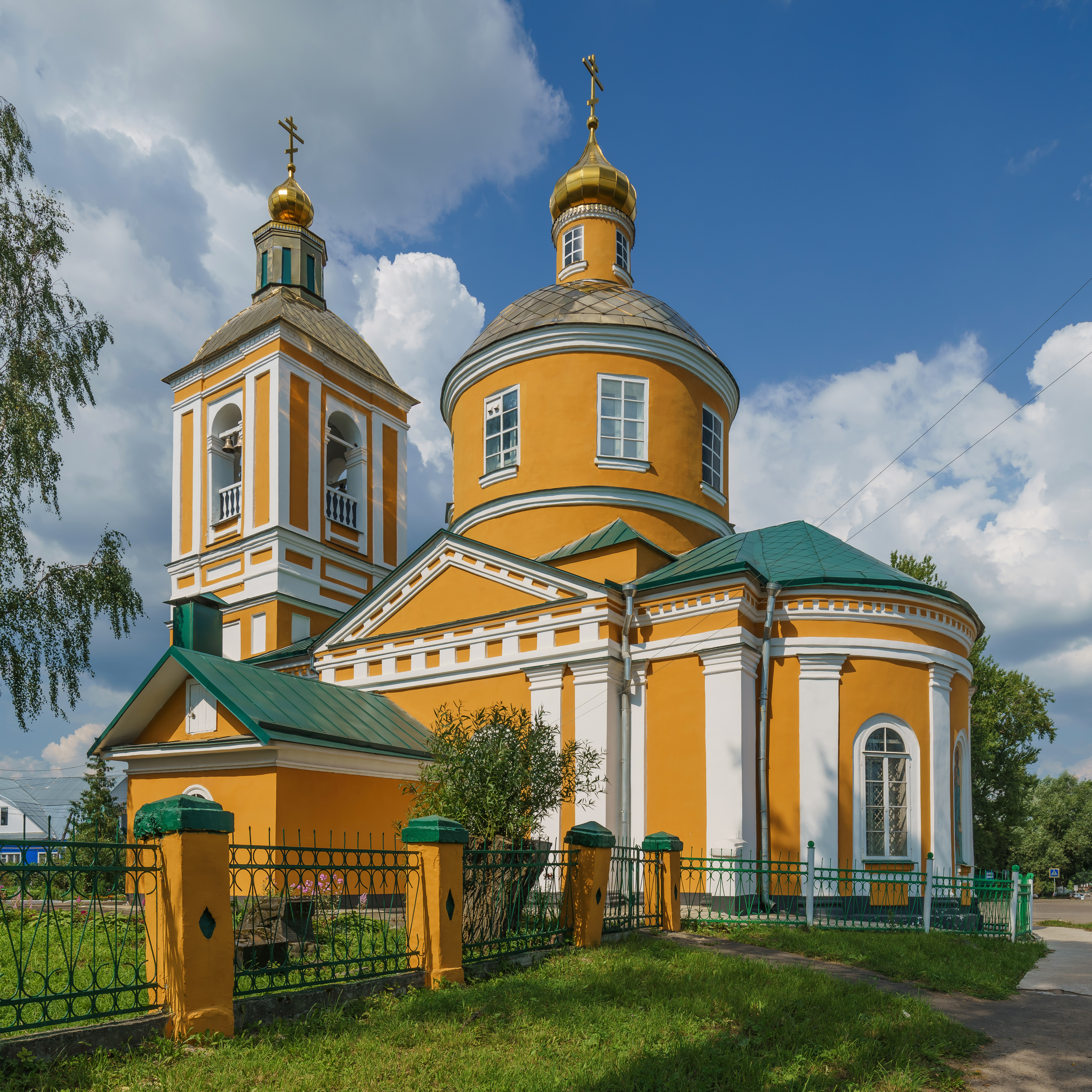
Dreifaltigkeitskirche

## Verkehr
Die Stadt liegt an der 1851 eröffneten Bahnstrecke Sankt Petersburg–Moskau, der ehemaligen Nikolaibahn (Streckenkilometer 319, ungefähr auf halbem Weg zwischen den Endpunkten). Diese wird hier von der Strecke (Jaroslawl–) Rybinsk–Bologoje–Pskow (–Riga/Tallinn) gekreuzt, der ehemaligen Rybinsk-Pskow-Windawaer Eisenbahn. Außerdem zweigt eine Strecke in Richtung Welikije Luki und belarussischer Grenze ab.
Durch Bologoje führt zudem die Fernstraße M10 Moskau–Sankt Petersburg–finnische Grenze.

## Wirtschaft
In Bologoje gibt es Betriebe des Maschinenbaus, der Möbelherstellung und der Lebensmittelindustrie sowie Eisenbahnwerkstätten.

## Persönlichkeiten
- Boris Alexandrow (1905–1994), Komponist und Chorleiter